# Viera East
Viera East ist ein census-designated place (CDP) im Brevard County im US-Bundesstaat Florida. Das U.S. Census Bureau hat bei der Volkszählung 2020 eine Einwohnerzahl von 11.687 ermittelt.

## Geographie
Viera East liegt rund 30 km südlich von Titusville sowie etwa 70 km östlich von Orlando. Der CDP wird von der Interstate 95 tangiert.

## Demographische Daten
Laut der Volkszählung 2010 verteilten sich die damaligen 10.757 Einwohner auf 4.990 Haushalte. Die Bevölkerungsdichte lag bei 821,1 Einw./km². 87,9 % der Bevölkerung bezeichneten sich als Weiße, 4,8 % als Afroamerikaner, 0,2 % als Indianer und 3,3 % als Asian Americans. 1,1 % gaben die Angehörigkeit zu einer anderen Ethnie und 2,7 % zu mehreren Ethnien an. 7,9 % der Bevölkerung bestand aus Hispanics oder Latinos.
Im Jahr 2010 lebten in 25,6 % aller Haushalte Kinder unter 18 Jahren sowie 43,6 % aller Haushalte Personen mit mindestens 65 Jahren. 70,4 % der Haushalte waren Familienhaushalte (bestehend aus verheirateten Paaren mit oder ohne Nachkommen bzw. einem Elternteil mit Nachkomme). Die durchschnittliche Größe eines Haushalts lag bei 2,28 Personen und die durchschnittliche Familiengröße bei 2,72 Personen.
21,6 % der Bevölkerung waren jünger als 20 Jahre, 17,7 % waren 20 bis 39 Jahre alt, 24,9 % waren 40 bis 59 Jahre alt und 35,7 % waren mindestens 60 Jahre alt. Das mittlere Alter betrug 48 Jahre. 47,6 % der Bevölkerung waren männlich und 52,4 % weiblich.
Das durchschnittliche Jahreseinkommen lag bei 67.306 $, dabei lebten 4,1 % der Bevölkerung unter der Armutsgrenze.